# Kornelius Rakouský
Kornelius Rakouský, německy Cornelius de Austria (1507 Salcburk – datum úmrtí neznámé?) byl nemanželským synem císaře Maxmiliána I.
Jeho matkou byla neznámá Salcburčanka. Od roku 1523 žil v Padově, kde studoval práva a učil se latinu a italštinu. Na návrh arcivévody Ferdinanda měl v roce 1527 odejít studovat do Vídně. Počítalo se s ním jako s možným milánským vévodou a plánoval se jeho sňatek s některou z medicejských princezen. Plány na post koadjuktora v Klosterneuburgu ztroskotaly na nesouhlasu probošta a kapituly, ale také na protestu uherské královny Marie.
Další zprávy o Korneliovi se již neobjevují. Datum jeho smrti je neznámé.